# Association Internationale de Papyrologues
Die Association Internationale de Papyrologues (abgekürzt: AIP; englisch: International Association of Papyrologists) ist eine 1930 in Brüssel gegründete internationale Vereinigung von Papyrologen.
Die AIP wurde nach dem Zweiten Weltkrieg 1949 in Paris als Mitglied der 1948 gegründeten Fédération Internationale des Associations d’Études Classiques (FIEC) neu eingerichtet. Ein in Brüssel angesiedeltes Comité International de Papyrologie organisiert die regelmäßigen papyrologischen Kongresse, die zunächst alle zwei Jahre stattfanden, seit dem sechsten Kongress 1949 in Paris alle drei Jahre stattfinden. Der offenbar auf Leopold Wenger zurückgehende Wahlspruch der AIP ist die amicitia papyrologorum („Freundschaft der Papyrologen“). Zum Präsidenten der AIP wurde 2019 Paul Schubert gewählt. Dieter Hagedorn war von 2013 an Ehrenpräsident.
Eine verwandte Organisation ist die 1961 gegründete American Society of Papyrologists.

## Liste der internationalen Kongresse für Papyrologie
- I Brüssel, 1930
- II Leiden, 1931
- III München, 1933
- IV Florenz, 1935
- V Oxford, 1937
- (Wien, 1939: abgesagt)
- VI Paris, 1949
- VII Genf, 1952
- VIII Wien, 1955
- IX Oslo, 1958
- X Warschau, 1961
- XI Mailand, 1965
- XII Ann Arbor, 1968
- XIII Marburg, 1971
- XIV Oxford, 1974
- XV Brüssel-Löwen, 1977
- XVI New York, 1980
- XVII Neapel, 1983
- XVIII Athen, 1986
- XIX Kairo, 1989
- XX Kopenhagen, 1992
- XXI Berlin, 1995
- XXII Florenz, 1998
- XXIII Wien, 2001
- XXIV Helsinki, 2004
- XXV Ann Arbor, 2007
- XXVI Genf, 2010
- XXVII Warschau, 2013
- XXVIII Barcelona, 2016
- XXIX Lecce, 2019
- XXX Paris, 2022
- XXXI Köln, 2025